# Gabriele Perthes
Gabriele Perthes (* 20. Januar 1948 in Dessau) ist eine ehemalige Schwimmerin, die für die DDR startete. 

## Karriere
Gabriele Perthes vom SC DHfK Leipzig gewann bei den DDR-Meisterschaften 1965 den Titel mit der Freistilstaffel und den Titel mit der 1965 letztmals ausgetragenen Schmetterling-Staffel. Zwei Jahre später gewann sie bei den DDR-Meisterschaften 1967 die Titel mit der Freistilstaffel und mit der Lagenstaffel, sowie das Rennen über 100 Meter Freistil, über 100 Meter Schmetterling belegte sie den zweiten Platz.  1968 erreichte sie über 100 Meter Freistil den dritten Platz hinter Martina Grunert und Uta Schmuck. Bei den Olympischen Spielen 1968 in Mexiko-Stadt gewann die Freistilstaffel der DDR mit Gabriele Wetzko, Roswitha Krause, Uta Schmuck und Gabriele Perthes den dritten Vorlauf in 4:10,3 min, der besten Zeit aller drei Vorläufe. Im Finale verbesserten sich Martina Grunert, Schmuck, Krause und Wetzko auf 4:05,7 min, lagen damit als Zweite aber über drei Sekunden hinter der siegreichen US-Staffel.